# ماريوس أوكونومو
ماريوس أوكونومو (باليونانية: Μάριος Οικονόμου)‏ (6 أكتوبر 1992 بيوانينا في اليونان - ) هو لاعب كرة قدم يوناني في مركز الدفاع. شارك مع منتخب اليونان تحت 21 سنة لكرة القدم ومنتخب اليونان لكرة القدم. أما مع النوادي، فقد لعب مع باس جيانينا ونادي بولونيا ونادي كالياري.

## وصلات خارجية
- ماريوس أوكونومو على موقع الاتحاد الأوربي (الإنجليزية)
- ماريوس أوكونومو على موقع إي إس بي إن إف سي (الإنجليزية)
- ماريوس أوكونومو على موقع قاعدة بيانات كرة القدم.إي يو (الإنجليزية)
- ماريوس أوكونومو على موقع ليكيب (الفرنسية)
- ماريوس أوكونومو على موقع ناشيونال فوتبول تيمز (الإنجليزية)
- ماريوس أوكونومو على موقع Soccerbase.com (لاعب) (الإنجليزية)
- ماريوس أوكونومو على موقع Soccerway.com (الإنجليزية)
- ماريوس أوكونومو على موقع AS.com (الإسبانية)